# Luis García Vega
Luis García Vega   (1903 - 1956) va ser un obrer i militar espanyol. Tècnic-mecànic de professió, va ingressar en el Partit Comunista d'Espanya en 1929.
Després de l'esclat de la Guerra civil s'integraria a l'Exèrcit Popular de la República amb el rang de major de milícies. Va arribar a manar les brigades mixtes 25a i 61a, prenent part en diverses accions militars. Al final de la contesa va haver d'abandonar Espanya, instal·lant-se a la Unió Soviètica. Durant la Segona Guerra Mundial es va allistar com a voluntari en l'Exèrcit Roig, sent tinent en una unitat de guerrillers. Va morir a Barnaül en 1956, i fou enterrat a Moscou.